# スティペ・プレティコサ
スティペ・プレティコサ(Stipe Pletikosa、発音: [stǐːpe plětikosa], 1979年1月8日 - )は、クロアチア、スプリト出身の元サッカークロアチア代表サッカー選手。ポジションはゴールキーパー。

## 経歴
ゴールキーパーながらPKを蹴るのが特徴で、ハイデュク・スプリト時代は通算4ゴールをマークしている。キーパーとしては、キャッチミスが少なく1対1に強いことが特徴である。PKストップ職人としての一面もある。
2009年8月28日、練習中に膝靭帯を負傷して全治6ヶ月の怪我を負った。

## 所属クラブ
- ハイデュク・スプリト 1996-2003
- FCシャフタール・ドネツク 2003-2007

→ ハイデュク・スプリト 2005-2006 (loan)
- FCスパルタク・モスクワ 2007-2011

→ トッテナム・ホットスパーFC 2010-2011 (loan)
- FCロストフ 2011-2014
- デポルティーボ・ラ・コルーニャ 2015-2016

## 代表歴

### 出場大会
- クロアチア代表
  - 2002 FIFAワールドカップ
  - 2006 FIFAワールドカップ
  - 2014 FIFAワールドカップ

### 試合数
- 国際Aマッチ 114試合 0得点（1999年-2014年）[2]

| クロアチア代表 | 国際Aマッチ | 国際Aマッチ |
| 年             | 出場        | 得点        |
| -------------- | ----------- | ----------- |
| 1999           | 3           | 0           |
| 2000           | 5           | 0           |
| 2001           | 7           | 0           |
| 2002           | 10          | 0           |
| 2003           | 12          | 0           |
| 2004           | 5           | 0           |
| 2005           | 4           | 0           |
| 2006           | 11          | 0           |
| 2007           | 8           | 0           |
| 2008           | 12          | 0           |
| 2009           | 2           | 0           |
| 2010           | 2           | 0           |
| 2011           | 8           | 0           |
| 2012           | 10          | 0           |
| 2013           | 10          | 0           |
| 2014           | 5           | 0           |
| 通算           | 114         | 0           |